# بیدکج
بیدکج، روستایی از توابع بخش مرکزی شهرستان سرچهان در استان فارس ایران است.

## جمعیت
این روستا در دهستان سرچهان قرار دارد و براساس سرشماری مرکز آمار ایران در سال ۱۳۸۵، جمعیت آن زیر سه خانوار بوده‌است.